# Schwarzes Aguti
Das Schwarze Aguti, auch Mohrenaguti, (Dasyprocta fuliginosa) ist eine Art der Agutis. Es lebt im nördlichen bis zentralen Südamerika von Kolumbien bis ins Amazonasgebiet in Brasilien.

## Merkmale
Das Schwarze Aguti erreicht eine Kopf-Rumpf-Länge von etwa 54 bis 76 Zentimetern bei einem Gewicht von 3,5 bis sechs Kilogramm. Die Schwanzlänge beträgt 20 bis 40 Millimeter, die Ohrlänge 35 bis 50 Millimeter und die Hinterfußlänge 12 bis 14,5 Zentimeter. Es handelt sich damit um die größte Art der Gattung. Es ist einfarbig schwarz mit feiner grau-weißer Sprenkelung auf dem Rücken. Die Haare des Rumpfes sind vollständig schwarz und können eine unscheinbare weiße Spitze aufweisen. Am Nacken befindet sich ein Kamm aus längeren schwarzen Haaren. Auch die Beine und Füße sowie der Schwanz sind schwarz, die Kehle ist dagegen weiß gefärbt. In seltenen Fällen kommen Farbvarianten vor, bei denen das Fell etwas heller und rötlich-orange eingewaschen ist. Die Bauchseite ist mehr olivfarben. Am Kinn befindet sich ein weißer Fleck und im vorderen Bereich des Bauchs befindet sich ein gelber Fleck. Die Beine entsprechen in ihrer Färbung dem Rücken, werden jedoch vom Körper weg dunkler. Im Aussehen entspricht das Schwarze Aguti ansonsten weitgehend dem Goldaguti (D. leporina), ist allerdings größer als dieses.

## Verbreitung

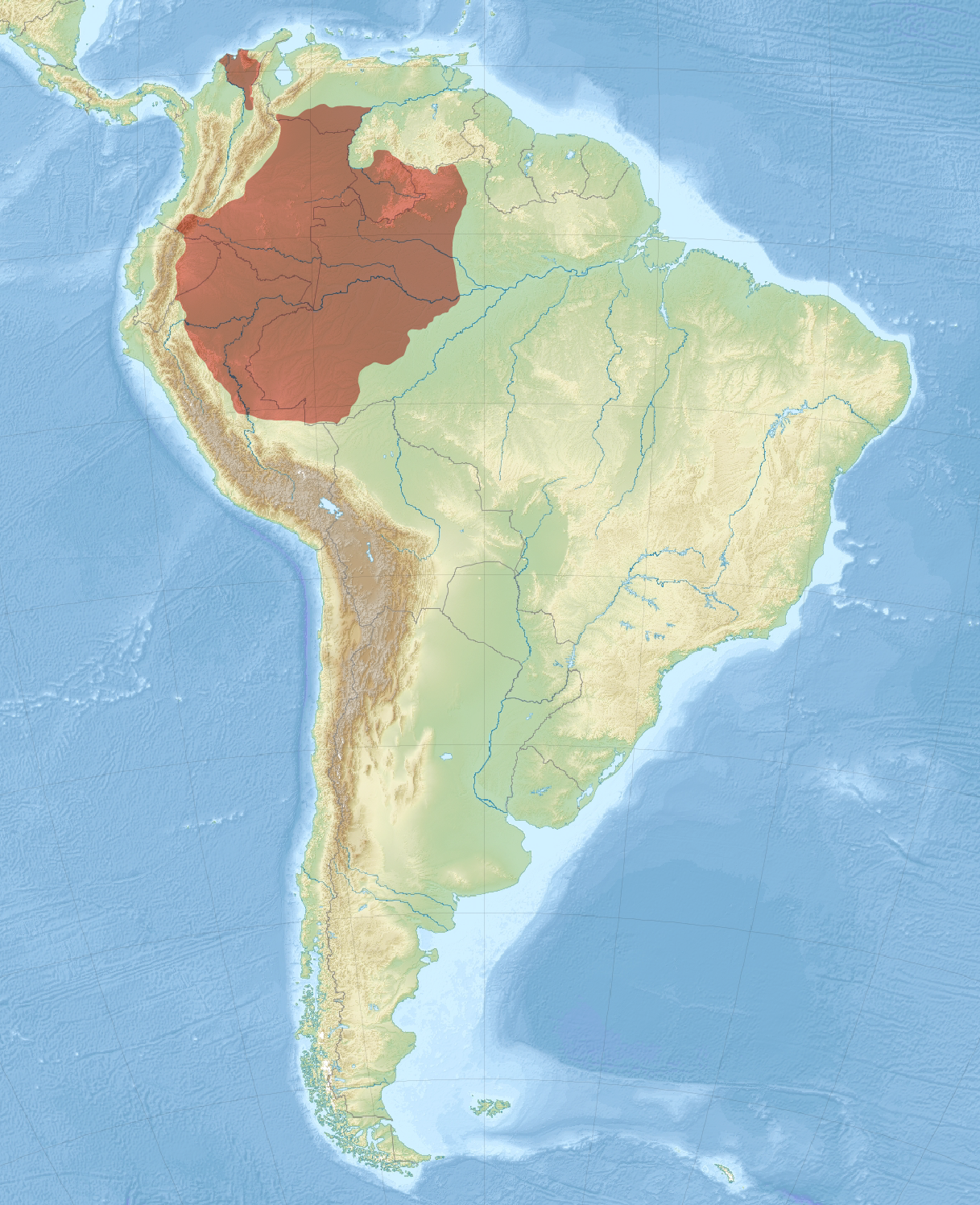
Verbreitungsgebiet des Schwarzen Agutis

Das Verbreitungsgebiet des Schwarzen Agutis liegt im nördlichen bis zentralen Südamerika von südöstlichen Kolumbien über das südliche Venezuela bis ins Amazonasgebiet in Westen Brasiliens östlich des Rio Madeira und des Rio Negro. Zudem kommen sie im Osten Ecuadors und Perus vor.

## Lebensweise
Das Schwarze Aguti kommt in Waldgebieten vor, vor allem in tropischen Regenwaldregionen, aber auch in Sekundärwald und Bergwäldern an der Ostseite der Anden bis in Höhen von etwa 1000 Metern. Die Tiere leben in der Regel einzeln oder in Paaren, sie sind tagaktiv und haben ihre Hauptaktivität morgens nach Sonnenaufgang und abends in der Dämmerung. Bei Bedrohung stampfen die Tiere mit ihren Füßen auf den Boden und stoßen Serien von Alarmrufen aus, die aus mehreren Grunz- und Pfeiflauten bestehen.
Die Tiere sind wie andere Arten der Gattung herbivor und ernähren sich vor allem von Früchten, Samen und Nüssen. Eine besondere Bedeutung haben die Tiere als Samenverteiler und damit als Unterstützer zur Verbreitung von Hymenaea courbaril in Waldeinschlagsgebieten in Peru und des Paranussbaums (Bertholletia excelsa) am Rio Purus in Brasilien. Die Nüsse werden von den Tieren sehr geräuschvoll gegessen.
Schwarze Aguti haben keine konkrete Fortpflanzungssaison und sind das gesamte Jahr über sexuell aktiv, wobei die Anzahl trächtiger Weibchen auch unabhängig davon ist, ob es sich um Trocken- und Feuchtzeiten handelt. Der durchschnittliche Östrus der Weibchen dauert 34 Tage, die Tragzeit beträgt etwa 104 bis 120 Tage. Durchschnittlich bestehen die Würfe aus zwei Jungtieren, die über einen Zeitraum von etwa 20 Wochen von der Mutter gesäugt werden.

## Systematik

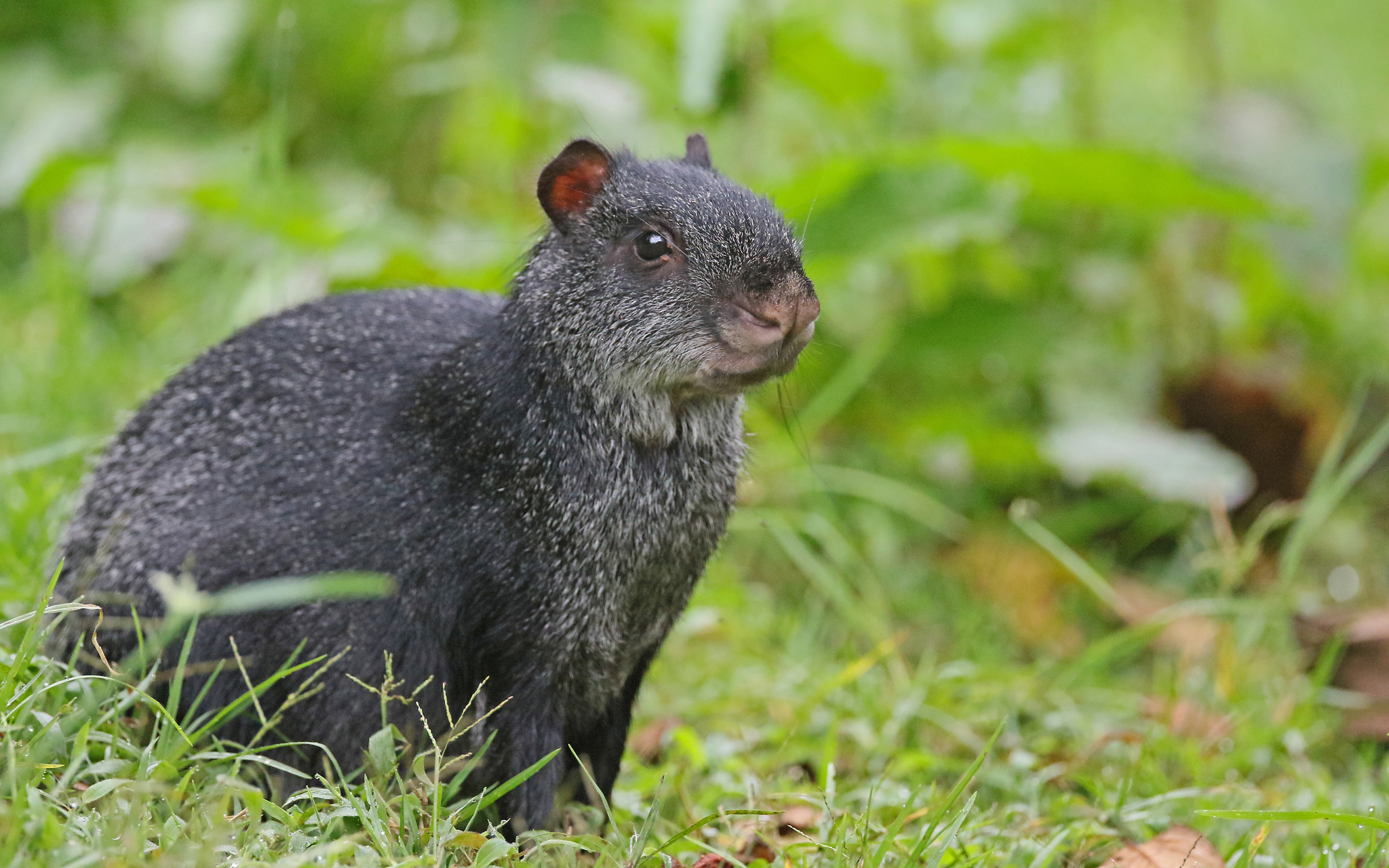
Schwarzes Aguti

Das Schwarze Aguti wird als eigenständige Art innerhalb der Gattung der Agutis (Dasyprocta) eingeordnet, die aus mehr als zehn anerkannten Arten besteht. Die wissenschaftliche Erstbeschreibung der Art stammt von dem Zoologen Johann Georg Wagler aus dem Jahr 1832, der sie anhand von Individuen aus „Brasilia versus flumen Amazoum“ beschrieb. 1915 wurde das Fundgebiet von Joel Asaph Allen auf Villa de Borba am Rio Madeira im brasilianischen Amazonasgebiet eingegrenzt.
Innerhalb der Art werden keine Unterarten unterschieden. Bei Wilson & Reeder 2005 wurden dagegen zwei Unterarten unterschieden, neben der Nominatform D.f. fuliginosa zusätzlich D.f. candelensis und J.A. Allen, 1915.

## Status, Bedrohung und Schutz
Das Schwarze Aguti wird von der International Union for Conservation of Nature and Natural Resources (IUCN) als nicht gefährdet („least concern“) eingeordnet. Begründet wird dies mit der weiten Verbreitung und der angenommen großen Bestände der Art. Diese Art wird intensiv zur Fleischgewinnung gejagt, kommt aber dennoch in der Nähe von Dörfern vor.

## Belege
1. ↑  Theodor C. H. Cole: Wörterbuch der Säugetiernamen – Dictionary of Mammal Names. 1. Auflage. Springer-Verlag, Berlin Heidelberg 2015, ISBN 978-3-662-46269-0.
2. 1 2 3 4 5 6 7 8 9 10  Black Agouti. In: J. A. Gilbert, T.E. Lacher jr: Family Dasyproctidae (Agoutis and Acouchys) In: Don E. Wilson, T.E. Lacher, Jr., Russell A. Mittermeier (Hrsg.): Handbook of the Mammals of the World: Lagomorphs and Rodents 1. (HMW, Band 6) Lynx Edicions, Barcelona 2016, S. 458, ISBN 978-84-941892-3-4.
3. 1 2 3 4  Dasyprocta fuliginosa in der Roten Liste gefährdeter Arten der IUCN 2019. Eingestellt von: F. Catzeflis, J. Patton, A. Percequillo, M. Weksler, 2016. Abgerufen am 22. Dezember 2022.
4. 1 2 3  Dasyprocta fuliginosa. In: Don E. Wilson, DeeAnn M. Reeder (Hrsg.): Mammal Species of the World. A taxonomic and geographic Reference. 2 Bände. 3. Auflage. Johns Hopkins University Press, Baltimore MD 2005, ISBN 0-8018-8221-4.